# Star Wars VII. rész – Az ébredő Erő
A Star Wars – Az ébredő erő (eredeti cím: Star Wars: The Force Awakens) 2015-ben bemutatott amerikai film, amely a Csillagok háborúja sorozat hetedik része, J. J. Abrams rendezésében. Főszereplői John Boyega, Daisy Ridley, Adam Driver, Oscar Isaac, Andy Serkis, Domhnall Gleeson, Harrison Ford, Carrie Fisher, Anthony Daniels, Peter Mayhew és Kenny Baker.
A történet A Jedi visszatér eseményei, a Galaktikus Birodalmat vezető Palpatine császár (azaz az Uralkodó) bukása és halála után 30 évvel játszódik, új főszereplőket hoz a történetbe, de mellékszereplőként az ún. eredeti trilógia (retroaktív számozással a IV., V. és VI. rész) főhősei és az őket eredetileg alakító színészek is megjelennek. A történet hátterét a Birodalom romjaiból feltámadt és gyorsan terjeszkedő militarista szervezet, egy sötét erőhasználó fővezér vezette Első Rend és a Birodalmat megdöntő Lázadó Szövetségből alakult Új Köztársaság katonai szárnyának küzdelme adja.
Az Egyesült Államokban 2015. december 18-án mutatták be, Magyarországon szintén ezen a napon, a Fórum Hungary forgalmazásában.
A film folytatását, Az utolsó jediket 2017. december 14-én mutatták be a hazai mozik. Az ébredő erő alapja lett a Csillagok háborúja franchise mozisorozatként való második újjáéledésének, első epizódja a  mozisorozat harmadik hullámának, amelyet két folytatás (Az ébredő erővel együtt ezek alkotják az ún. sequel trilógiát) mellett számos, a Disney és a Lucasfilm által közösen készített spin-off követett – ezek közt legalább két mozifilm (ezek még az eredeti trilógia karakterközpontú bővítései, Zsivány Egyes – Egy Star Wars történet és a Solo: Egy Star Wars-történet), számos, a Disney+ streaming csatornán vetített és bejelentett televíziós sorozat, valamint többnyire, de nem kizárólag, a Lucas által rendezett prequel trilógiához kapcsolódó animációs sorozatok vagy ezek új évadokkal bővítése követett.
Az ébredő erőnek kezdetben teljesen pozitív volt a fogadtatása mind a szakma, mind a rajongók részéről. Azonban a sequel trilógia lezárását jelentő, a rajongók egy szignifikáns része által nagyon kedvezőtlenül fogadott Skywalker kora című (Star Wars IX.) epizód megjelenése után a IX. epizóddal kapcsolatos ellentmondások visszahatnak Az ébredő erő megítélésére is.

## Cselekmény
|  | Alább a cselekmény részletei következnek! |

Körülbelül harminc évvel járunk a második Halálcsillag elpusztítása után. Luke Skywalker, az utolsó élő jedi eltűnt. Mind a Galaktikus Birodalom utóda, az Első Rend, és az Új Köztársaságért harcoló ellenállók (akiket Luke testvére, Leia Organa tábornok vezet) lázasan keresik őt. A Jakku sivatagos bolygó egyik falujában az ellenállók pilótája, Poe Dameron találkozik a falu vezetőjével, Lor San Tekkával, akinek a birtokában van egy térkép, mely Luke nyomára vezethet. A rejtélyes Kylo Ren vezetésével váratlanul rohamosztagosok érkeznek és elpusztítják a falut, majd elfogják Poe-t. Kis droidja, BB-8 azonban megmenekül: az ő memóriájában van elrejtve a térkép. A robotot Rey találja meg egy guberálónál.
Miután Ren az Erő segítségével akarja kivallatni Poe-t BB-8 hollétéről, az egyik rohamosztagos (FN-2187) váratlanul dezertál és segít Poe-nak a szökésben. Ketten elkötnek egy TIE-vadászgépet, de lezuhannak vele a Jakkun, és a jelek szerint egyedül FN-2187, illetve immár Finn,  élte túl a becsapódást. Ezt követően találkozik Reyjel és BB-8-cal, akiknek elmondja, hogy ő is az ellenállók tagja. Az Első Rend nem sokkal később a nyomukra bukkan, ezért menekülniük kell, miközben bombázzák őket. Egy ősrégi, lepukkant hajót lopnak el, ami nem más, mint az Ezeréves Sólyom. A hajó hamarosan lerobban, és nem sokkal ezt követően megtalálja őket annak két igazi tulajdonosa: Han Solo és Csubakka. Han elmeséli nekik, hogy Luke azért tűnt el, mert az endori ütközet után megpróbálta ugyan újra létrehozni a Jedi-rendet, de egy tanítványa, aki a Kylo Ren nevet viseli, átállt a sötét oldalra, és elpusztította mindazt, amit ő addig létrehozott. Az utolsó információ az eltűnése óta az volt róla, hogy meg akarta keresni a jedik elveszett legelső templomát. Közben a Starkiller bázison, amely nem más, mint egy szuperfegyverré alakított pusztító bolygó, Kylo Ren megtudja Snoke fővezértől, hogy csak egyféleképpen tudja magát kételyek nélkül elkötelezni a sötét oldalnak: ha végez a saját apjával, Han Solóval.
Az Ezeréves Sólyom és utasai a Takodana bolygóra utaznak, ahol találkoznak Maz Kanatával, aki segíthet BB-8-at eljuttatni az ellenállókhoz. Ekkor Finn úgy dönt, hogy a maga útját fogja inkább járni. Rey kutakodni kezd, és megtalálja Luke Skywalker fénykardját, aminek hatására rémlátomás tör rá. Finn biztonsági okokból úgy dönt, ő teszi el a fénykardot. Közben az Első Rend megtámadja a bolygót, miután a Starkiller-bázis elpusztítja a Köztársasághoz tartozó Hosnian-rendszert. Han, Csubakka, és Finn szembeszállnak velük, hogy segítsék a lázadók flottáját, amit a halottnak hitt Poe vezet. Reyt azonban Ren sikeresen elfogja és a Starkiller-bázisra viszi. Megpróbálja kiolvasni a térképet a lány gondolatából, de nem jár sikerrel, mert a lány az Erő segítségével ellenáll neki. Rey később egy Jedi-elmetrükk segítségével megszökik a börtönből. Han és Leia újra találkoznak, amikor a csapat többi tagja az ellenállás D’Quar-i bázisára mennek. BB-8 találkozik R2-D2-val, akit Luke eltűnése óta nem lehet bekapcsolni, letargiában van.
A Starkiller bázis a D’Qar elpusztítására készül, ezért az ellenállók úgy döntenek, hogy megpróbálnak eljutni a bolygóra, hogy a pajzsvédelmet kiiktatva gyenge pontot találhassanak rajta. Han, Csubakka, és Finn az Ezeréves Sólyommal odarepülnek, és egyúttal megmentik Reyt. Az ellenállók a pajzs kiiktatása ellenére sem tudják érdemben megtámadni a bázist, ezért robbantaniuk kell. Ren ekkor megérkezik, hogy megállítsa őket. Han megpróbálja őt megállítani, az igazi nevén, Ben-nek szólítja, és megkísérli visszatéríteni a jó oldalra. Nem jár sikerrel, Ren a fénykardjával megöli az apját, aki a mélységbe zuhan. Közben a lázadók sikerrel járnak, és a láncreakció miatt a Starkiller-bázis megsemmisül.
Ren üldözőbe veszi Finnt és Reyt, Finn pedig szembe akar vele szállni Skywalker fénykardjával. Amikor megsebesül, Rey veszi el tőle a kardot és csap össze Rennel, akit váratlan módon legyőz és súlyosan meg is sebesít. Ezután még a bolygó robbanása előtt elmenekülnek az Ezeréves Sólyommal. A D’Quar-on az érzelmek vegyesek: örülnek a sikernek, de mélyen gyászolják Han Solót. R2-D2 váratlanul bekapcsol, és előkerül a memóriájából a térkép másik fele. Ennek birtokában Rey eljut egy távoli bolygóra, ahol egy óceán közepén lévő szigeten megtalálja Luke Skywalkert és felmutatja neki a fénykardot.
|  | Itt a vége a cselekmény részletezésének! |

## Szereplők
| Szereplő             | Színész                                 | Magyar hang                            |
| -------------------- | --------------------------------------- | -------------------------------------- |
| Rey                  | Daisy Ridley                            | Sallai Nóra                            |
| Rey                  | Cailey Fleming (fiatalon)               | Szűcs Anna Viola                       |
| Kylo Ren / Ben Solo  | Adam Driver                             | Zöld Csaba                             |
| Finn / FN-2187       | John Boyega                             | Szatory Dávid                          |
| Poe Dameron          | Oscar Isaac                             | Rajkai Zoltán                          |
| BB-8                 | Droid                                   | Eredeti hang                           |
| Snoke legfőbb vezér  | Andy Serkis                             | Fekete Ernő                            |
| Armitage Hux         | Domhnall Gleeson                        | Fehér Tibor                            |
| Han Solo             | Harrison Ford                           | Csernák János                          |
| Leia Organa          | Carrie Fisher                           | Kovács Nóra                            |
| C-3PO                | Anthony Daniels                         | Józsa Imre                             |
| Csubakka             | Peter Mayhew                            | Eredeti hang                           |
| Maz Kanata           | Lupita Nyong’o                          | Varga Gabriella                        |
| Phasma százados      | Gwendoline Christie                     | Ruttkay Laura                          |
| Temmin ’Snap’ Wexley | Greg Grunberg                           | Barabás Kiss Zoltán                    |
| Jess ’Testor’ Pava   | Jessica Henwick                         | Solecki Janka                          |
| Ematt őrnagy         | Andrew Jack                             | Barbinek Péter                         |
| Statura admirális    | Ken Leung                               | Czvetkó Sándor                         |
| Gial Ackbar          | Tim Rose                                | Horányi László                         |
| Gial Ackbar          | Erik Bauersfeld (hangja)                | Horányi László                         |
| Dr. Kalonia          | Harriet Walter                          | Menszátor Magdolna                     |
| Bala-Tik             | Brian Vernel                            | Takátsy Péter                          |
| Unkar Plutt          | Simon Pegg                              | Borbiczki Ferenc                       |
| R2-D2                | Kenny Baker                             | Eredeti hang                           |
| Luke Skywalker       | Mark Hamill                             | Nem szólal meg                         |
| Lor San Tekka        | Max von Sydow                           | Tordy Géza                             |
| Yolo Ziff            | Stefan Grube                            | Czető Roland                           |
| Niv Lek              | James McArdle                           | Miller Zoltán                          |
| Brance               | Emun Elliott                            | Miller Zoltán                          |
| FN-1824              | Daniel Craig                            | Király Attila                          |
| Mitaka hadnagy       | Sebastian Armesto                       | Csőre Gábor                            |
| Kaplan ezredes       | Pip Torrens                             | Jakab Csaba                            |
| Első Rendi Tisztek   | Jefferson Hall Richard Riddel Tom Edden | Dolmány Attila Seder Gábor Maday Gábor |
| Obi-Wan Kenobi       | Alec Guinness (archív felvétel)         | Fodor Tamás                            |
| Obi-Wan Kenobi       | Ewan McGregor                           | Fodor Tamás                            |
| Yoda                 | Frank Oz                                | Versényi László                        |

Szerepelnek még a filmben: Crystal Clarke, Iko Uwais, Pip Anderson, Christina Chong, Miltos Yerolemou, Greg Grunberg, Warwick Davis, és Carrie Fisher lánya, Billie Lourd.

## Magyar változat
A szinkront a Disney Character Voices International megbízásából az SDI Media Hungary készítette.
- Magyar szöveg: Blahut Viktor, Petőcz István
- Hangmérnök: Kránitz Lajos András
- Vágó: Kránitz Bence
- Gyártásvezető: Németh Piroska
- Szinkronrendező: Dobay Brigitta
- Produkciós vezető: Máhr Rita, Szabó Nicolette
- További magyar hangok: Bálint Adrienn, Bálizs Anett, Bognár Tamás, Csadi Zoltán, Csík Csaba Krisztián, Fehér Péter, Fellegi Lénárd, Galiotti Barbara, Gardi Tamás, Gubányi György István, Hegedüs Miklós, Horváth-Töreki Gergely, Imre István, Joó Gábor, Juhász Zoltán, Király Adrián, Kisfalusi Lehel, Laurinyecz Réka, Makranczi Zalán, Markovics Tamás, Mezei Kitty, Minárovits Péter, Molnár Judit, Németh Attila István, Oroszi Tamás, Pál Tamás, Presits Tamás, Sipos Eszter Anna, Solecki Janka, Sörös Miklós, Szabó Andor, Szolnoki Péter, Szórádi Erika, Urbán Andrea, Vámos Mónika[13]

## Forgatás
2014 februárjában J.J. Abrams azt nyilatkozta, hogy a forgatás májusban kezdődik és nagyjából három hónapig tart. Források alapján a Hitfix weboldalon megjelent, hogy a forgatás 2014 szeptemberében fejeződik be. A hivatalos bejelentés március 18-án történt, amikor a Disney és a Lucasfilm bejelentette a májusi kezdést a buckinghamshire-i Pinewood Stúdióban. Márciusban az is kiderült, hogy az előkészületek Izlandon kezdődnek. Április 2-án a Walt Disney Studios elnöke, Alan Horn megerősítette, hogy a forgatás megkezdődött, Ugyanabban a hónapban az is kiderült, hogy egyes jeleneteket IMAX formátumban is forgatnak.
Június 12-én Harrison Ford eltörte a lábát a forgatás alatt, amikor egy hidraulikus ajtó ráesett, a színész kórházba került, a forgatást két hétre felfüggesztették. Ford fia, Ben azt nyilatkozta, hogy apja bokáját csavarozni kellett, és a színész felgyógyulásáig csak deréktól fölfelé fogják felvenni a jelenetekben. Jake Steinfeld,  Ford személyi edzője júliusban mondta, hogy Ford gyorsan felgyógyult.
Július 29-én három napig Skellig Michaelben zajlottak a felvételek Mark Hamill és Daisy Ridley részvételével. Augusztus elején két hétre leállt a forgatás, így Abrams tudott dolgozni a Harrison Ford nélkül felvett jeleneteken, majd augusztus közepén folytatták a meggyógyult színésszel együtt. A felvételeket 2014 végére tervezték befejezni. Végül a felvételekkel november 3-án végeztek. Augusztusban Adam Driver azt nyilatkozta, nem hiszi, hogy Lucas jelen lesz a forgatáson.

## Bemutató
2013 novemberében jelentették be, hogy a film bemutatója 2015. december 18-án lesz. 2014. márciusban a Disney megerősítette, hogy a sorozat 7. része IMAX formátumban is látható lesz. 2014. november 6-án jelent meg a hivatalos bejelentés, hogy a film eredeti címe a Star Wars: The Force Awakens.

## DVD- és blu-ray-megjelenés
Amerikában a film 2016. április 1-jén jelent meg DVD-n és április 5-én blu-ray-en. Magyarországon április 27-én jelent meg mindkét formában, annak ellenére, hogy a Disney korábban úgy döntött, hogy filmjeit itthon nem jelenteti meg BD formátumban.
A különböző kiadásokon sok extrát lehet találni:
- Secrets of The Force Awakens: A Cinematic Journey címmel egy részletes dokumentumfilmet, sok interjúval, az előkészületektől a forgatásig;
- The Story Awakens: The Table Read címmel a régi és új színészek beszámolóját az első napról, amikor közösen olvasták fel a forgatókönyvet;
- egy BB-8 megalkotásáról szóló kisfilmet;
- egy különböző lények megalkotásáról szóló kisfilmet;
- a Rey és Kylo Ren közti párbaj színfalai mögé bepillantó kisfilmet;
- John Williams: The Seventh Symphony címmel a zeneszerző gondolatait;
- ILM: The Visual Magic of The Force címmel az effektes csapat bemutatását;
- A Force For Change jótékonysági akció hatásait bemutató kisfilmet
- és több kimaradt jelenetet.

## Fogadtatás

### Bevétel
Az ébredő erő produkciós költsége 259 millió dollár volt, míg a film teljes költségvetése 776,5 millió dollárt számlált. A film 780,11 millió dollár tiszta hasznot hozott a stúdiónak, ezzel a 2015-es év legnyereségesebb produkciója lett, a Disney égisze alatt készülő Star Wars produkciók közül pedig a legnyereségesebb alkotás a film.
Mikor 2015. december 18-án megjelent a film, csak Amerikában 120,5 millió dollárt, míg más országokban már akkor 129,5 millió dollárt hozott vissza a film. Így összesen 250 millió dollárt hozott az első napon úgy, hogy a film teljes költségvetése 200 millió dollár volt. 2016 februárjában a bevétel elérte a 2 milliárd dollárt.

### Kritikai visszhang
A Rotten Tomatoes oldal szerint a film kritikáinak 90%-a pozitív volt. Az oldal összefoglalójában ez olvasható: „Tele van akcióval és új és régi karakterekkel egyaránt. A Star Wars: Az ébredő erő sikeresen állítja vissza a sorozat egykori dicsőségét, de friss energiát is tölt belé.”  A Metacriticen 81 pontot ért el a 100-ból. A CinemaScore mérése szerint a közönség „A” osztályzatot adott a filmnek, egy „A+”-tól „F”-ig terjedő skálán.
Bár a kritikusok körében nagy sikert aratott, ámde sok rajongó szerint a film csak az Új reménynek az újraforgatott változata, Hasonló kritikákat Bob Iger Disney-Disney CEO szerint maga George Lucas is megfogalmazta, amikor Kathleen Kennedy társaságában előzetes értékelésre levetítették neki a filmet (Lucas ekkor már nem volt sem meghatározó, sem kreatív konzultánsként tanácsadó pozícióban, de a Lucasfilm és a Disney még kikérte a tanácsát): Lucas szerint a film semmi újdonságot nem tartalmaz, hiányzik belőle bármiféle technikai és vizuális módszertani újítás. Lucas eleinte még aktívan részt vett a film készítésében, de hamarosan kiszállt a tárgyalásokból, mivel a Disney teljesen eltért az ő forgatókönyv-ötleteitől. Lucas eredeti terve az volt, hogy ”a sorozat meglátogatja a mikrobiotikus világot„, és a rajongók komoly része által korábban mélységesen utált ötlet, a midikloriánokhoz hasonló mikrobák (akiket a Whilleknek nevezett) segítségével végleg megmagyarázza az Erő és az Univerzum működését. A történetfelfogás okozta eltérések végül a teljes szakításhoz vezettek a Disneyvel.
Kritikák érték a filmet kidolgozatlansága, logikátlansága, értelmetlensége és számtalan a történet által felvetett, de megválaszolatlan kérdés (pl. Rey származása) miatt. Komoly érvek szólnak amellett, hogy Az ébredő erő egy rosszul megírt, átgondolatlan koncepcióra alapozott film, amely tele van cselekménylyukakkal, önellentmondásokkal, a kitalált univerzumon belül sem működő irrealitásokkal, és a Csillagok háborúja univerzuma bevett szabályainak való állandó ellentmondásokkal, azaz a csillogó felszín és a látszólagos retro mögött az eredeti sorozat szellemiségét sem tiszteli.
Továbbá Kylo Ren karakterét (és kinézetét) is sokat kritizálták, mondván, hogy a karakter egy „emo stílusú gyermek” lelkivilágával (és frizurájával) van megáldva. Egy rajongó külön Twitter fiókot is létrehozott, melyben Ren emo-s viselkedését parodizálja ki. Hivatásos kritikusok (The Guardian, IGN) ellenben értékelték mind Kylo Rent, mind Adam Drivert, aki alakította.
Idehaza is hasonló volt a fogadtatása: a magyar filmes portálok kritikusai is túlnyomórészt dicsérték a filmet bemutatásakor, csak pár médium fogalmazott meg kritikákat vele kapcsolatban, de a nézők közt már itthon sem volt egyértelmű siker; egy hét évvel később megjelent cikkben – amikorra már sok fejlemény állt be a franchise világában – viszont a cikk szerzője, Szűcs Gyula is elismerte utólag az akkori dicséretének tévedését, majd idézi az azóta sokszor felemlegetett kifogásokat a film dramaturgiája kapcsán, amik főleg az újrahasznosított történetet, a jellegtelen és háttér nélküli új szereplőket, a logikátlanságokat, valamint azt érintették, hogy sok körülményre a film helyett más termékekben, képregényben, videójátékokban volt csak válasz.

## Díjak és jelölések
- Legjobb eredeti filmzene – John Williams – Oscar-díj jelölés
- Legjobb hangvágás – Matthew Wood és David Acord – Oscar-díj jelölés
- Legjobb hangkeverés – Oscar-díj jelölés
- Legjobb vágás – Maryann Brandon és Mary Jo Markey – Oscar-díj jelölés
- Legjobb vizuális effektek – Chris Corbould, Roger Guyett, Paul Kavanagh és Neal Scanlan – Oscar-díj jelölés

## Lásd még
- A Csillagok háborúja dátumai